# Логическа индукция
Логическата индукция е логическо заключение, при което крайният резултат (заключението) има по-голяма неопределеност (по-голяма общозначимост) отколкото входните условия. С други думи, това е извършване на заключение за общия характер на дадено явление въз основата на характеристиките на някое отделно събитие, съдържащо се в явлението.
При индукцията условията (тезите), които подкрепят дадено твърдение, го определят, но не го доказват напълно. Условията са необходими, но не са достатъчни.

### Примери
Котката има козина. Котката е бозайник. -> Следователно бозайниците имат козина.

(Този начин на ръзсъждение се нарича още Modus Tollens.)
Този автомобил е червен. -> Всички автомобили са червени.